# Jan z Púchova
Jan z Púchova (latinsky Johannes de Puchov, německy Johannes von Puchau, 1490, Púchov – po roce 1556, Praha) byl učenec původem ze slovenského Púchova působící v Praze 16. století.

## Život
Vystudoval Karlovu univerzitu v Praze a stal se knězem.
Bydlel v dřevěném domě na hradním kopci v těsné blízkosti Pražského hradu, mezi Prašnou věží Mihullkou a Prašným mostem. Při rozsáhlém požáru Pražského hradu v roce 1541 oheň zachvátil i jeho dům. Při neštěstí zahynul František Skorina ml., syn vynikajícího lékaře Františka Skoriny st., vydavatele a překladatele z Litvy, který u Jana zřejmě pracoval jako učeň v jeho nakladatelství. Po požáru musel Jan Prahu opustit a dva roky žil na Mělníku.
V letech 1544–1554 byl administrátorem pražské arcidiecéze a zastával také funkce probošta mělnického a kanovníka a královské kapituly na Vyšehradě.
Byl literárně činný, známé jsou hlavně jeho „Modlitby na Otčenáš, na žalmy, tež pisničky“.
Osobně se znal s králem Ferdinandem I., s nímž konzultoval překlad Cosmographie svého synovce Zikmunda, jehož vydání tiskem císař finančně podporoval. Jan z Púchova byl autorem předmluvy k české verzi Kosmografie venované císaři Ferdinandovi I.:
| „               | „Vaše královská milost z obzvláštní k Národu českému milostivé náchylnosti nejednau rozmlauvání se mnau mívati ráčila, totiž, aby se Národu českému Kozmograffia, Kniha o položení všeho Světa, a všech Národech, jazykem českým sebrala a sepsala, jako jiní Národové to v svých řečech také sepsáno mají, aby Národ Český Slavný, i jiní všickni v jazyku se s nim srovnávající, asi tudy, v věcech domácích i válečných správnější a vycvičenější tohoto přítomného věku svého nejhoršího byli učiněni, poněvádž jest Učení Svobodná na větším díle Národ český potupil, od Cesty předkuov svých daleko od staupil, a na obyčeje cizí, zlé, Barbarské s hanbau svau velikau a budúcí zkázau jistau se vydal, ještoby z kněh nadepsaných všecky skutky a Historie minulé co v zrcadle spatřiti mohli, a v přítomnosti čeho by následovat! aneb vystříhati se měli, aby věděli, a z toho potom o věcech budaucích rozumně aby saudili a je předzvídali. Netoliko pak rozumnosti, ale také potěšení své mysli z dotčených věcí aby nabývali, poněvadž v Řeči své nic toho a k tomu podobného hodnověrného nemají.“ | “ |
| — Jan z Púchova | |   |

Přesný rok jeho úmrtí není znám, poslední zmínka o něm je z roku 1556.